# Chromacilla foveata
Chromacilla foveata là một loài bọ cánh cứng trong họ Cerambycidae.